# Brimstone and Treacle
Brimstone and Treacle és una obra de teatre de la BBC de 1976 de Dennis Potter. Originalment pensada per a l'emissió com a episodi de la sèrie Play for Today, va romandre sense transmetre fins al 1987. L'obra es va convertir en una versió cinematogràfica (estrenada el 1982) protagonitzada per Sting. Ambdues versions també són protagonitzades Denholm Elliott.
L'obra presenta una parella de classe mitjana de mitjana edat que viu a un suburbi del North London la vida de la qual s'ha vist afectada catastròficament per un accident de fugida que ha deixat la seva bella filla estudiant totalment dependent d'ells. Les seves vides canvien dràsticament amb l'arribada d'un misteriós jove desconegut.

## Trama
Durant dos anys, Tom i Amy Bates han estat lluitant per fer front a les seves vides alterades, després que la seva filla Pattie (o Patricia) resultés greument ferida en un accident de fugida. Pattie és incapaç de caminar, depèn completament dels altres per a les activitats de la vida diària i aparentment no pot comunicar-se més enllà de fer sons inintel·ligibles. Tot i que poc educada i crèdula, Amy creu fermament que Pattie és capaç d'entendre el que es diu en la seva presència, mentre que Tom ha abandonat tota esperança de la seva recuperació. De fet, a jutjar pels sons que fa, la Pattie sembla adonar-se del que passa al seu voltant, però en Tom no se n'adona.
Un dia, quan tornava a casa de la feina, veu com un jove guapo i ben vestit s'ensorra al carrer. Tom és un dels transeünts que s'ofereixen a ajudar-lo. El jove, que es diu Martin Taylor, es recupera ràpidament. Unes hores més tard es presenta a la casa dels Bates, lliurant a Tom la seva cartera, que Martin fingeix que Tom va perdre en l'enrenou general. Tot i que els efectius han desaparegut, la targeta de crèdit del Tom encara hi és.
Des del moment que entra a la casa, llança mirades furtives i coneixedores al públic (segons les indicacions escèniques) perquè sàpiguen de seguida que no és el que pretén ser. Afirma haver estat el promès de la Pattie.
S'ofereix a estar al costat de la Pattie malgrat les circumstàncies canviades i cuidar-la durant un període no especificat. Amy en particular salta al suggeriment; no ha tingut ni una hora de descans des de l'accident de la Pattie i està encallada a casa sense tenir l'oportunitat d'anar ni tan sols a la perruqueria o fer una mica d'aparador.
Tom es resisteix a acceptar l'ajuda d'en Martin. Sempre ha estat molt exigent amb els amics de la seva filla, i com que no recorda que Pattie hagi mencionat mai el nom de Martin, no vol que es quedi sola amb el que podria ser una completa estranya. Finalment, Martin el guanya per la seva excel·lent cuina i les seves idees polítiques; Tom s'ha unit al Front Nacional.
A la primera oportunitat, Martin viola la indefensa Pattie (tot i que en la versió cinematogràfica, la violació arriba tard a l'acció, precipitant el retorn de la Pattie a la consciència poc després que se li tregui el bolquer). Quan l'Amy torna de la perruqueria, reconeix un canvi en l'expressió facial de la seva filla, però ho atribueix a la presència d'en Martin. Tanmateix, quan en Martin intenta violar de nou la noia discapacitada després que Tom i Amy s'hagin anat al llit, la Pattie comença a cridar tan fort que surt corrents de casa. Quan vénen a veure què li ha passat a la seva filla, descobreixen que s'ha recuperat completament de la seva discapacitat i, tot i que encara està confosa, li pregunta al seu pare què li ha passat. També recupera els seus records dels fets anteriors al seu accident, resultant-ne el descobriment de la infidelitat del seu pare.

## Versió televisiva
Brimstone and Treacle va ser escrita originalment per Potter com una obra de teatre, encarregada, pagada i gravada el 1976 per la BBC, per a la seva sèrie Play for Today. El repartiment eren Denholm Elliott (Tom Bates), Michael Kitchen (Martin), Patricia Lawrence (Amy Bates) i Michelle Newell (Pattie); personatges més secundaris.
L'obra original de 1976 es va retirar poc abans de la seva transmissió programada (tot i que figurava al Radio Times) perquè aleshores el director de programes de televisió Alasdair Milne la va trobar "nàusea", encara que "brillantament feta" . Finalment es va mostrar l'agost de 1987 i s'ha publicat com a DVD. Reescrita per Potter per a l'escena, l'obra es va estrenar l'11 d'octubre de 1977 al Crucible Theatre, Sheffield i es va traslladar al West End l'any següent.
A la introducció al guió de l'obra, publicada el 1978, Potter va recordar que "la BBC va rebre diverses cartes de felicitació per "prendre una posició" contra l'augment de la marea, etc., de brutícia, etc., i blasfèmia, etc. la nostra terra ja assetjada". Justificant l'obra, va escriure: "Brimstone and Treacle és un intent de parodiar certes formes familiars de fe i, alhora, de donar-les expressió... ni tan sols podem començar a definir el 'bé' i el 'mal' sense ser conscient de la interacció entre tots dos. És d'aquestes coses que l'obra treu qualsevol poder o qualsevol pertorbació que li va guanyar una notorietat no desitjada."

## Adaptació al cinema
Es va estrenar una adaptació cinematogràfica el 1982. Dirigida per Richard Loncraine, protagonitzada per Denholm Elliott com a Bates, Joan Plowright com a Norma Bates, Suzanna Hamilton com a Pattie, i Sting com a Martin. A la pel·lícula, el nom de la Sra Bates és Norma en comptes d'Amy.
La banda sonora inclou peces de The Police, Sting, The Go-Go's i Squeeze, i la versió de Sting de "Spread a Little Happiness" va arribar al número 16 a la UK Singles Chart.
Brimstone & Treacle va ser llançada en DVD per MGM Home Video l'any 2003 com a DVD de pantalla panoràmica de la Regió 1.

## Potter aBrimstone and Treacle
El 1978, Potter va dir:
| « | Havia escrit Brimstone and Treacle en circumstàncies personals difícils. Anys d'artropatia psoriàsica aguda, que afectava desagradablement la pell i les articulacions, no sols havien afectat el dany físic sinó que també, i potser inevitablement, havien mediatitzat la meva visió del món i de la gent que hi havia. Recordo haver escrit (i les paraules ara em fan estremir) que l'únic sacrament significatiu que quedava als éssers humans era que s'apleguessin als carrers per estar malalts junts, esquitxant vòmits a les llambordes com a última i final súplica més eloqüent a un Déu aparentment sord, mut i cec. […] Vaig estar compromès en una lluita extremadament severa, no tant contra l'avorriment d'una malaltia dolorosa i debilitant, sinó amb preguntes "espirituals" no resoltes, gairebé no reconegudes. | » |